# Asphalt Legends Unite
Asphalt Legends Unite (ранее Asphalt 9: Legends) — компьютерная игра в жанре аркадных гонок, разработанная Gameloft Barcelona и изданная Gameloft. Стала девятой по счёту в серии игр Asphalt. От своих предшественников отличается множеством новых автомобилей, новыми схемами управления и игровыми режимами, а также переосмысленной «нитро-волной», впервые представленной в игре Asphalt 6: Adrenaline. По сравнению с предыдущей игрой серии, выпущенной в 2013 году, Asphalt 8: Airborne, здесь значительно улучшена графическая составляющая.

## Игровой процесс
Игровой процесс Asphalt Legends Unite во многом схож с таковым в Asphalt 8: Airborne, а самые большие изменения произошли в дизайне и графике. В игре представлено 196 автомобилей, многие из которых созданы знаменитыми автопроизводителями. Как и в предыдущих представителях серии, автомобили разделены на классы: D, C, B, A, и S, где более высокий класс означает лучшие характеристики и большую редкость. Игрок при первом запуске получает один автомобиль самого низкого класса (Класс D), Mitsubishi Lancer Evolution. Для получения и улучшения всех остальных автомобилей нужно собирать «чертежи». В игре появился новый редактор автомобилей, теперь после разблокировки транспортного средства игрок может выбрать один из официальных цветов. После повышения уровня машины разблокируется возможность выбора любого другого цвета для всего корпуса целиком, тормозных суппортов и дисков. На некоторые модели автомобилей можно установить карбоновые детали: капот, багажник и крылья. Есть возможность создания «клубов», вмещающих до 20 игроков, что позволяет им совместно набирать очки и получать дополнительные награды.
В игру вернулась такая функция как «нитро-волна», ранее присутствовавшая в Asphalt 6: Adrenaline и Asphalt 7: Heat. После того как игрок дважды нажимает на кнопку активации нитро при полном запасе закиси азота, шкала нитро становится фиолетовой, вокруг автомобиля появляется поле такого же цвета, а его скорость заметно возрастает. Одним из самых заметных нововведений стало управление с помощью Touchdrive. Эта функция позволяет управлять движением буквально одним пальцем, выбирая лишь один из предлагаемых маршрутов и активируя нитро, в то время как контроль траектории и вход в повороты осуществляются автоматически.
Всего в Asphalt Legends Unite присутствует четыре игровых режима: карьера, сетевая игра, ежедневные события и сезонные события. В карьере игроку предстоит в одиночку пройти несколько «глав», каждая из которых состоит из серии различных гонок, рассчитанных на автомобили определённых производителей или классов. В сетевой игре игроки сражаются друг с другом в реальном времени. Ежедневные события обычно длятся от суток до недели и представляют собой соревнования между игроками за лучшее время на трассе.
Сезонные события обычно длятся от 10 дней до месяца. В основном они рассчитаны на новые автомобили или повторы старых. К сезонным событиям относятся гран при — борьба между 20 игроками за ключ от автомобиля. Синдикат гонщиков — 28 дневное событие, рассчитанное на 1 главный автомобиль и 5 дополнительных. И Starway — повтор автомобиля для тех, кто его не забрал раньше
В Asphalt 9 есть несколько типов заездов. Есть «классическая» гонка, пришедшая прямиком из предыдущих игр серии, а есть и новые режимы вроде «Атаки времени» и «Погони».  В режиме погони игроку нужно уйти от преследования полиции, ни разу не попав в аварию и уложившись в указанное время. В режиме «Атака времени» нужно успеть пересечь финишную черту до истечения заданного времени. Если игрок попал в аварию, гонка не прервется, в отличие от режима погони.
В игре представлены новые трассы, находящиеся в Риме, Каире, Гималаях, на американском Среднем западе и в Шотландии. Кроме того, присутствуют и трассы в Сан-Франциско и Шанхае, использовавшиеся в предыдущих играх. С выходом обновлений в игре появились трассы на Карибах, в Осаке, Нью-Йорке, Неваде, Окленде, Буэнос-Айресе, на Гренландии, в Париже, Тоскане, Норвегии, Сингапуре и Чикаго.

## Разработка
Разработкой игры занималось находящееся в Барселоне подразделение компании Gameloft, которое ранее разработало такие игры, как Asphalt 6: Adrenaline и Asphalt 8: Airborne, а также помогало в создании Asphalt Xtreme находящемуся в Мадриде отделу Gameloft. Игра использует игровой движок Jet Engine, за физику же отвечает Bullet Physics Library.
Первые слухи об Asphalt 9: Legends появились в 2016 году, когда Gameloft опубликовали в твиттере изображения работы Gameloft Barcelona над картой, которой не было в Asphalt 8: Airborne. Согласно опубликованному компанией Gameloft пресс-релизу, игру планировалось выпустить летом 2017 года под названием Asphalt 9: Shockwave.
В марте 2018 года Gameloft проводили мероприятие, в ходе которого комьюнити-менеджер из Gameloft London отвечал на вопросы сообщества, однако комментировать будущее серии Asphalt ему запретили, поэтому об Asphalt 9 ничего сказано не было. Однако уже спустя 4 дня был опубликован трейлер игры Asphalt 9.
Раньше всех игру удалось опробовать обладателям устройств на iOS, так как именно для этой платформы 26 февраля 2018 началось предварительное тестирование, запущенное сперва только в Филиппинах, а затем 22 марта 2018 и в Таиланде. Позднее началось предварительное тестирование и на платформе Android, с 17 мая 2018 года игра стала доступна, опять же, для Филиппин.
Предварительная регистрация Asphalt 9 началась 29 июня 2018. Примерно в то же время появилась возможность зарегистрировать игру и в магазине приложений Google Play.
24 июля 2018 года Gameloft анонсировали точную дату официального выхода игры — 26 июля 2018, в ходе трансляции через Facebook и YouTube. Однако игру выпустили на день раньше запланированного.
25 июля 2018 игра стала доступна по всему миру. Менее чем за неделю её скачали 4 миллиона раз на всех платформах.
6 июня 2019 года Gameloft объявили, что Asphalt 9 выйдет на Nintendo Switch. Игра должна была выйти летом того же года, но вышла лишь 8 октября.
5 февраля 2020 года игра была выпущена на операционные системы macOS.
31 августа 2021 года Asphalt 9 вышел на Xbox One и Xbox Series X/S. Игра стала поддерживать кроссплатформенную игру между платформами ПК (Windows) и Xbox. Steam-версия была анонсирована в июле 2022 года и выпущена 2 августа 2022 года.

## Реакция критиков
| Сводный рейтинг    | Сводный рейтинг            |
| Агрегатор          | Оценка                     |
| ------------------ | -------------------------- |
| Metacritic         | iOS: 74/100 Switch: 56/100 |
| Иноязычные издания |                            |
| Издание            | Оценка                     |
| Eurogamer Italy    | 9/10                       |

После выпуска Asphalt 9 получила положительные отзывы, а новая графика и визуальный дизайн почти единогласно[кем?] были отмечены как значительное улучшение по сравнению с предшественниками серии, но были неоднозначные отзывы о системе прогресса, включая ее враждебную монетизацию и систему «заправки» машин.
Прасад из GSMArena.com написал: «Визуально Asphalt 9 потрясающая и, возможно, самая красивая игра на мобильной платформе сегодня», в то время как в обзоре TechCommuters говорится: «Независимо от платформы, на которой вы играете, игра доставляет… Благодаря большому разнообразию автомобилей, аксессуаров, трасс и событий вы можете играть в эту игру долгое время без единой скучной минуты». Ник Тилволк из Gamezebo также похвалил графику, но написал, что «к системе чертежей можно относиться по-разному, и бывают моменты, когда вы чувствуете, что застряли с точки зрения прогресса», и дал игре 4,5 звезды из пяти. Вишал Матур из News18 упомянул: «Каждый раз, когда вы съезжаете с дороги, пыль, которая поднимается вверх, очень детализирована. Автомобили тоже выглядят очень реалистично… Однако получить экзотические автомобили не так-то просто. Как и в случае с большинством гоночных игр, вы начинаете с нижней части пирамиды, а затем продвигаетесь вверх. Во многих гонках наградой, которую вы получаете, являются чертежи транспортных средств. Вам нужно будет собрать необходимое количество чертежей для автомобиля, который вы присматриваете, прежде чем вы сможете разблокировать его. Это немного сложно, и мы считаем, что этот элемент был добавлен, чтобы игроки дольше не забрасывали игру в погоне за своей любимой машиной».
Игра получила награду «Спортивная игра» на Webby Awards 2019.
Asphalt 9 также получила награду Apple Design Awards 2019 и является единственной гоночной игрой, получившей награду за дизайн.